# 20 - Venti
 20 - Venti  è un film del 2000 diretto da Marco Pozzi. 
Segna l'esordio nel lungometraggio del regista, autore di corti, spot e documentari industriali.

## Trama
Il viaggio di una attrice porno e di una giornalista, attraverso venti (20 come da titolo) episodi, legati dalla presenza continua in scena delle sigarette. Nel giorno più caldo dell'ultimo secolo, Beatriz, la pornostar sicura di sé, viene prelevata da Eva, intervistatrice del talk show Mineo Night, dal set del suo ultimo film, per partecipare al programma televisivo. Numerose deviazioni, soste per il caldo, imprevisti e incontri portano a sospendere il viaggio per pernottare in un motel di provincia. Questa fermata avvicina le due donne, tanto diverse tra loro, tanto da intrecciare le loro esistenze.

## Produzione
Il film è girato in Puglia, in particolare a Corsano, Laghi Alimini e Ostuni con alcune riprese nei dintorni di Milano. Presentato in anteprima al Festival di Berlino nella sezione Forum (febbraio 2000).

## Riconoscimenti
La pellicola è stata proiettata per invito a: Williamsburg film festival di New York (Best cinematography e best soundtrack - maggio 2000). Festival di Annecy (premio CICAE della giuria dei critici internazionali - ottobre 2000). Nel mese di dicembre 2000 il mensile di critica cinematografica Duel ha assegnato il premio come miglior film italiano dell'anno. Al Festival del cinema Europeo di Lecce (premio speciale della giuria - giugno 2001).